# Oecanthus pseudosimilis
Oecanthus pseudosimilis är en insektsart som beskrevs av Otte, D. 1988. Oecanthus pseudosimilis ingår i släktet Oecanthus och familjen syrsor. Inga underarter finns listade i Catalogue of Life.